# Jiřice (Kostelec nad Labem)
Jiřice jsou vesnice a část města Kostelec nad Labem v okrese Mělník ve Středočeském kraji. Nachází se asi dva kilometry západně od Kostelce nad Labem. Leží na levém břehu Labe. Prochází zde silnice II/101. Jiřice leží v katastrálním území Jiřice u Kostelce nad Labem o rozloze 5,06 km².

## Historie
První písemná zmínka o vesnici pochází z roku 1052.
V roce 1932 byly ve vsi evidovány tyto živnosti a obchody: autodopravce, dva hostince, kovář, obuvník, obchod s ovocem a zeleninou, dva rolníci, řezník, čtyři obchody se smíšeným zbožím, trafika, truhlář.

## Obyvatelstvo
| Rok            | 1869 | 1880 | 1890 | 1900 | 1910 | 1921 | 1930 | 1950 | 1961 | 1970 | 1980 | 1991 | 2001 | 2011 | 2021 |
| -------------- | ---- | ---- | ---- | ---- | ---- | ---- | ---- | ---- | ---- | ---- | ---- | ---- | ---- | ---- | ---- |
| Počet obyvatel | 316  | 378  | 373  | 436  | 422  | 498  | 526  | 494  | 506  | 497  | 374  | 332  | 377  | 462  | 538  |
| Počet domů     | 48   | 50   | 57   | 65   | 64   | 76   | 104  | 143  | 135  | 137  | 123  | 154  | 170  | 193  | 207  |

## Obecní správa
Při sčítání lidu v letech 1850–1979 Jiřice byly samostatnou obcí, se kterým patřily nejprve do okresu Karlín, ale v letech 1910–1950 v okrese Brandýs nad Labem a od roku 1960 v okrese Mělník. Od 1. ledna 1980 jsou částí města Kostelec nad Labem v okrese Mělník.

## Pamětihodnosti
- vstupní brána tvrze mezi domy čp. 25 a 27

## Galerie

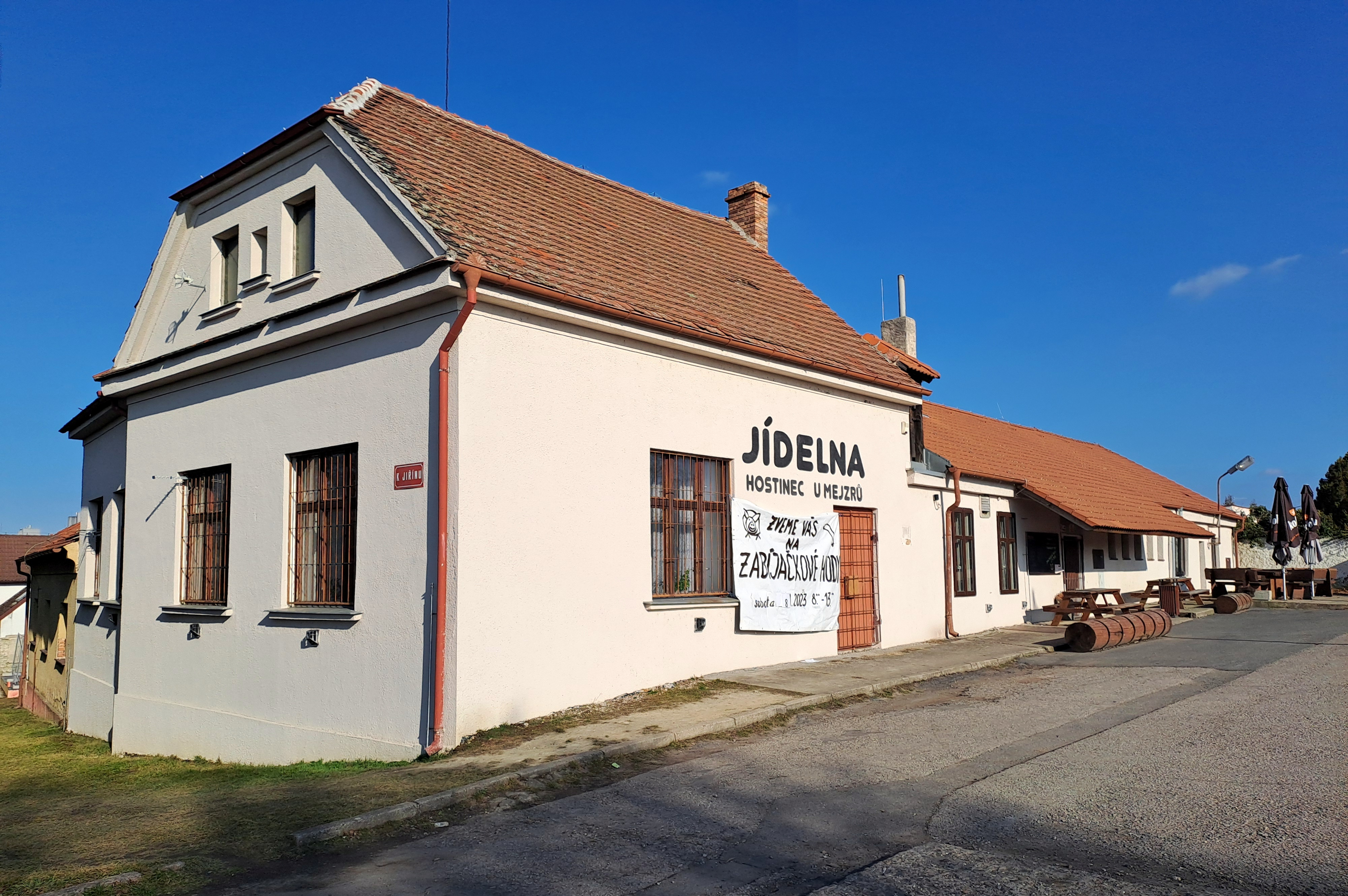
Hostinec U Mejzrů
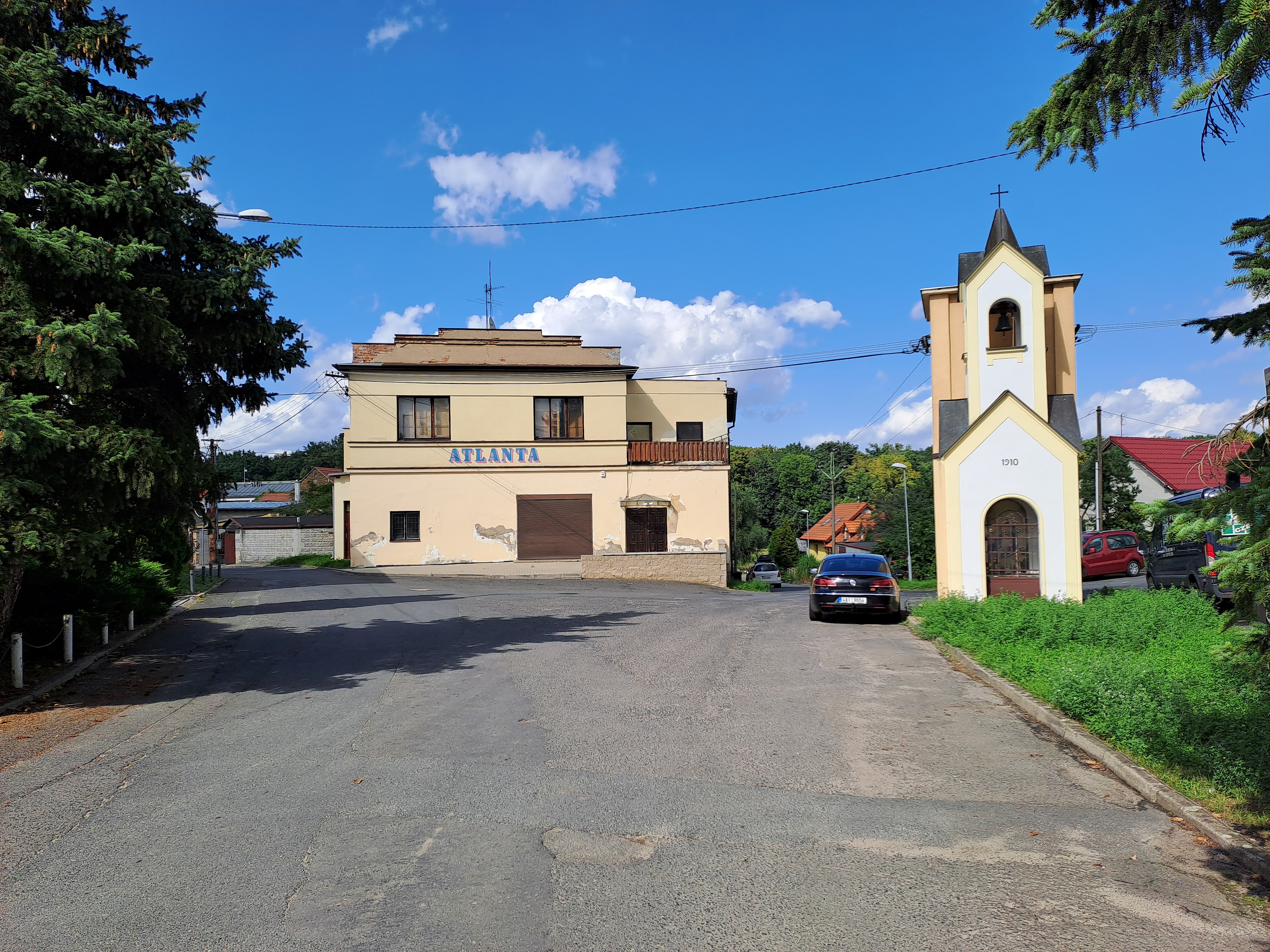
Ulice K Jiřínu
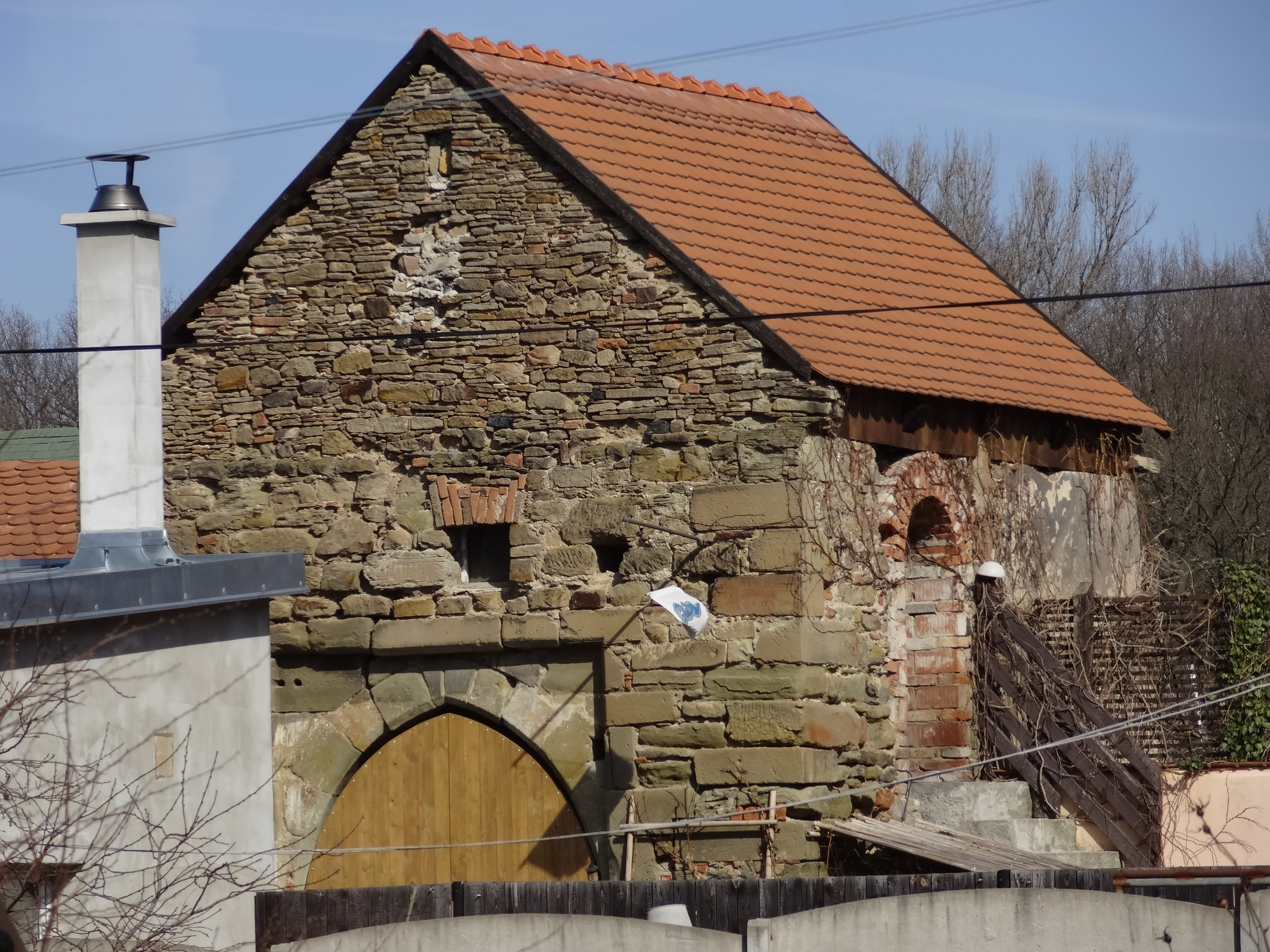
Bývalá vstupní brána tvrze
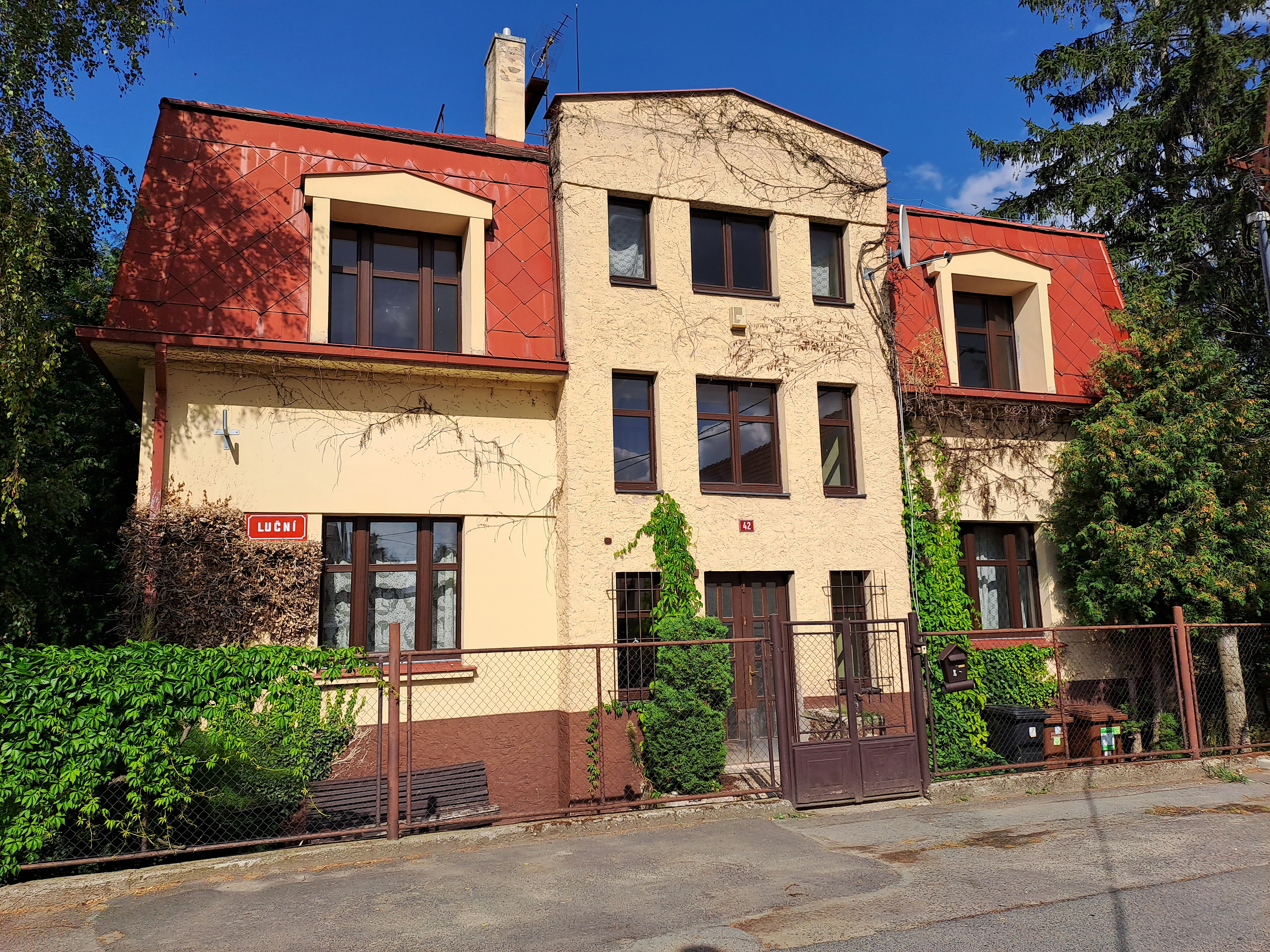
Dům v ulici Luční
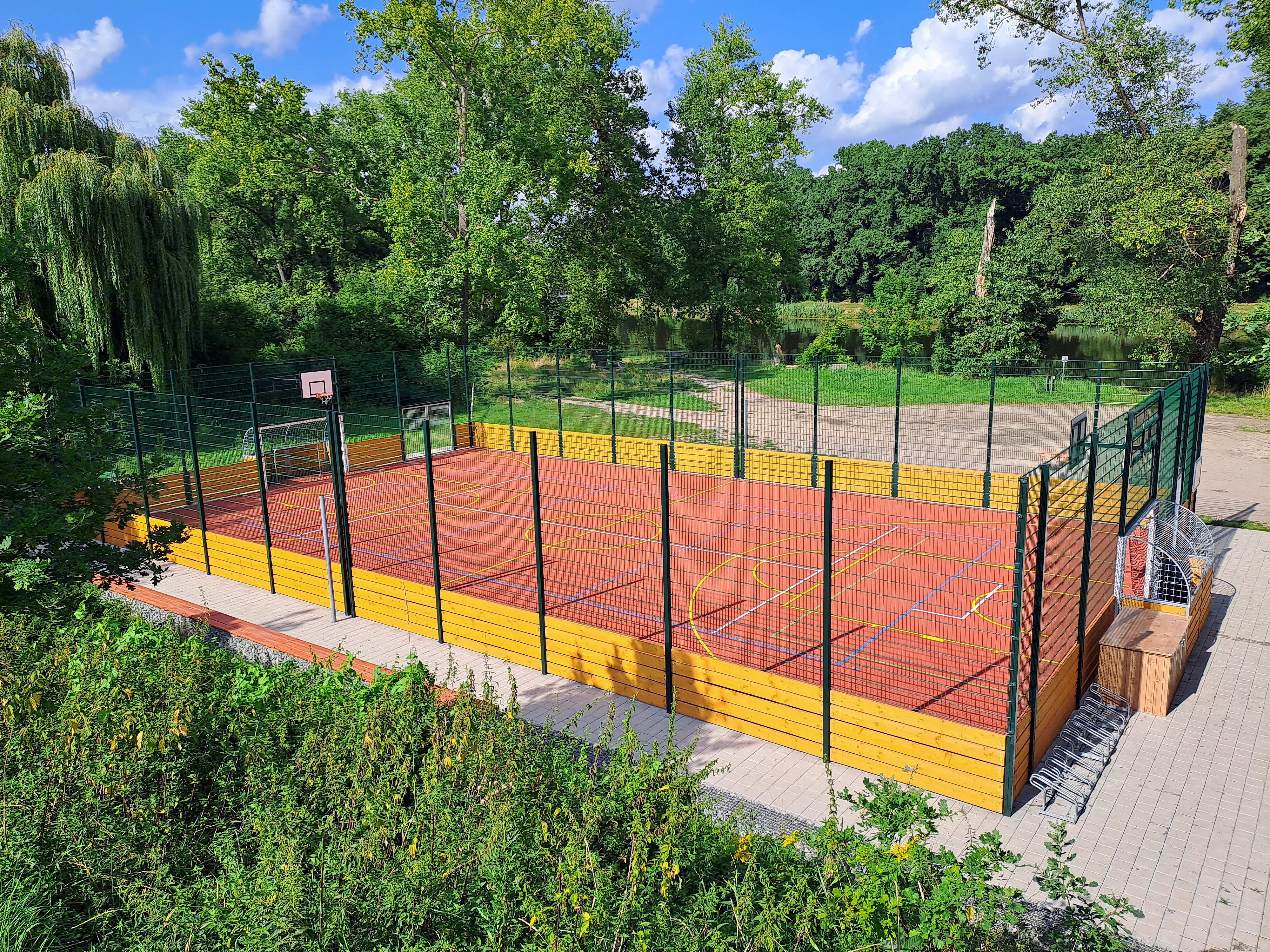
Hřiště u Labe
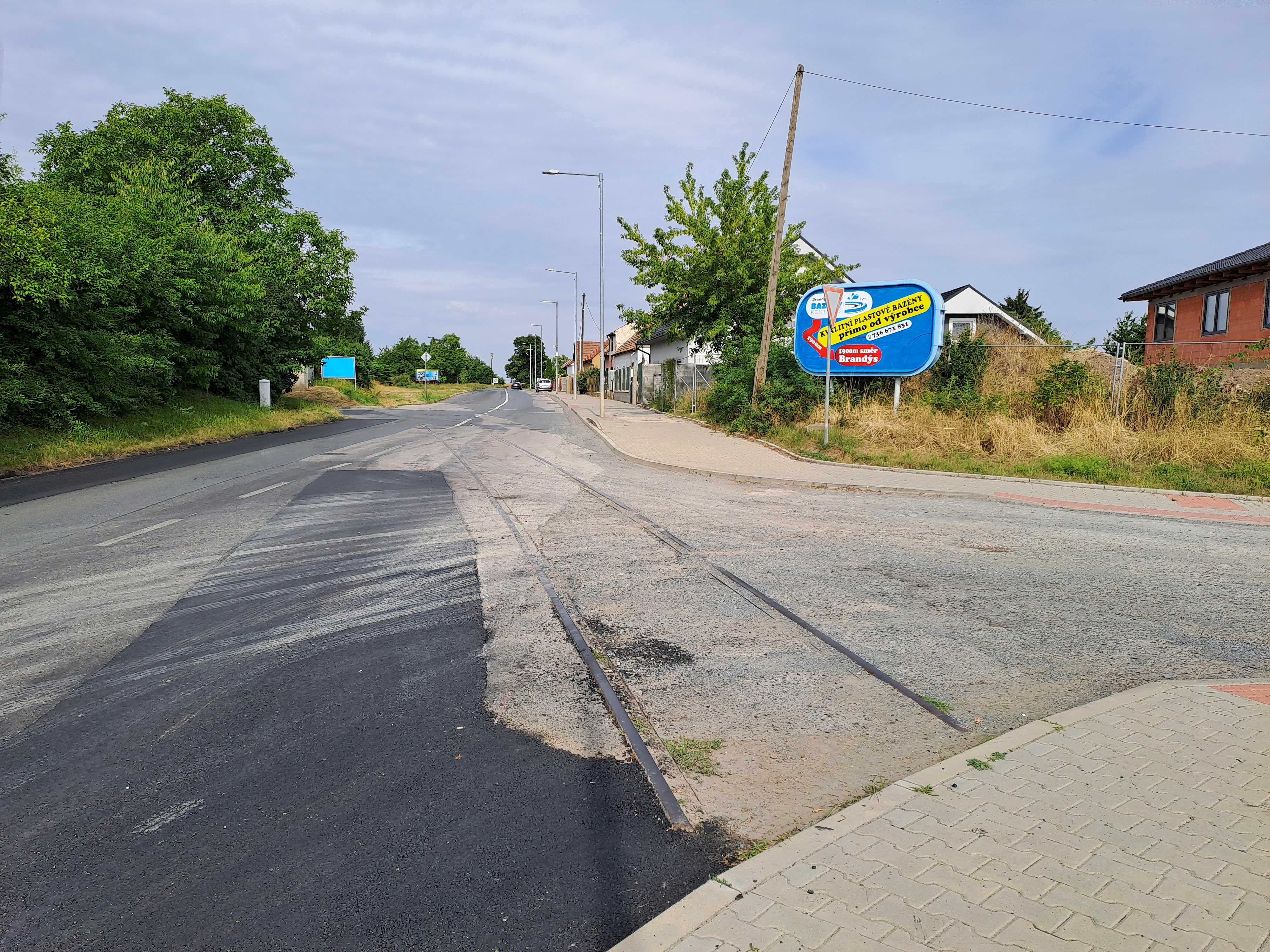
Přejezd bývalé cukrovarské vlečky v ulici Kostelecká
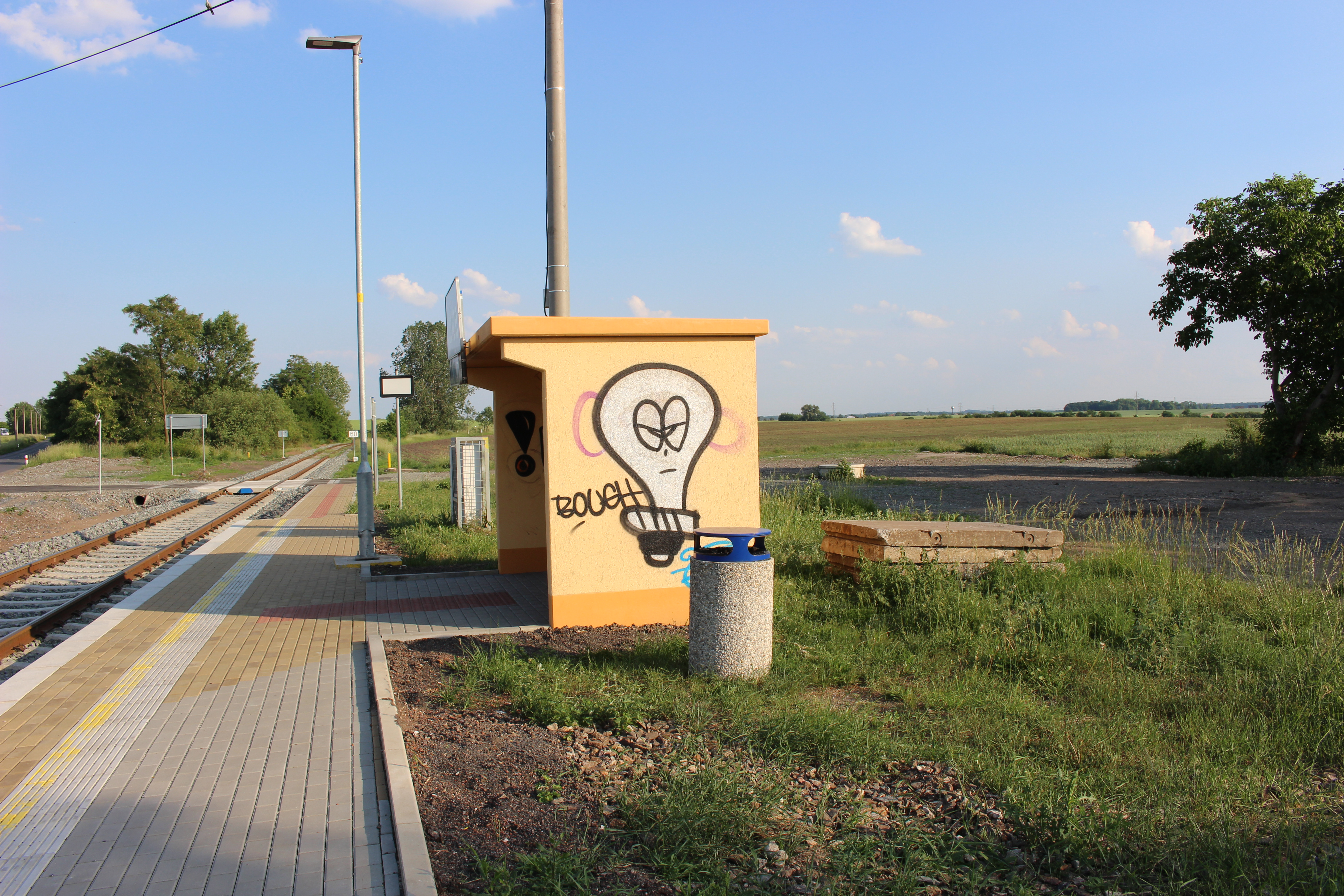
Železniční zastávka na trati 074